# Veldhoven
Veldhoven (prononcé en néerlandais : [ˈvɛltˌɦoːvə(n)] ) est une commune et ville néerlandaise située dans le sud-est de la province de Brabant-Septentrional.
La commune se trouve immédiatement au sud-ouest d'Eindhoven, dont elle constitue une banlieue périurbaine. Outre la ville de Veldhoven d'après laquelle elle est nommée, la commune couvre les villages environnants de Meerveldhoven, Oerle et Zeelst. En 2023, elle compte 46 452 habitants.

## Économie
Veldhoven est le siège d'ASML, fabricant d'équipement de haute technologie de photolithographie pour semi-conducteurs. ASML occupe le plus haut immeuble (83 mètres) de Veldhoven.
Le siège européen de la société A.O. Smith se trouve à Veldhoven. Il s'agit de la filiale européenne de la société américaine A.O. Smith Corporation spécialisée dans la fabrication de chauffe-eau.

## Étymologie
Le nom « Veldhoven » pourrait être  traduit par la « ferme des champs ». Cette signification remonterait au XIe ou XIIe siècle. Le toponyme partiellement germanisé entre le VIe siècle et le Xe siècle entérine la mutation d'exploitation servile en cour colongère (dinghof) ou simple cour de collecte seigneuriale (hof ou hoffen). La transposition paysanne néerlandophone serait cohérente, la forme primitive de "hoeven" désigne au Xe siècle une manse fiscale (concrètement un village) et l'assimilation spatiale/sociale du début à la fin n'est qu'une question de déplacement du regard.
Hof ('lopin de terre clôturé, jardin') et hoeve ('ferme') signifient à peu près la même chose dans le dialecte du sud des Pays-Bas ; le mot 'hova' désignerait à l'origine un morceau de terre d'environ 10 hectares, qui était prêté à des particuliers. Cet élément apparaît très fréquemment dans les environs d'Eindhoven. À noter, entre autres, Boshoven, Geenhoven, Haspershoven, Meerhoven, Nijhoven, Riethoven, Urkhoven, Veldhoven, Vlokhoven, Westerhoven et Zonhoven. -Hoven n'est pas la forme du pluriel, mais celle d'une ancienne déclinaison du singulier, pour définir un lieu. D'ailleurs, cette inflexion -hofen/-hoven se retrouve aussi couramment dans les noms de lieux en Belgique et en Allemagne.

## Galerie

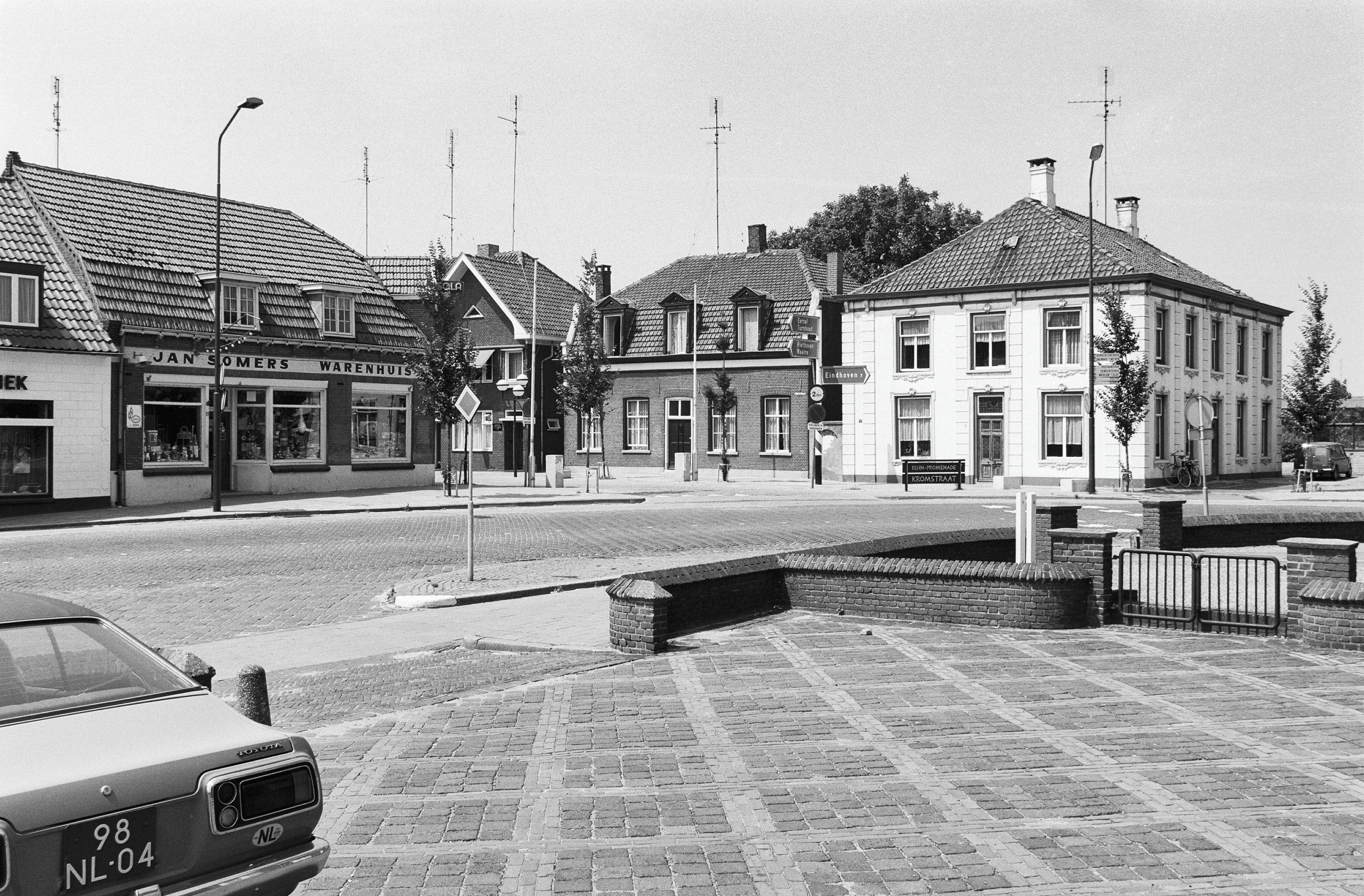
Le centre-ville photographié en 1977.
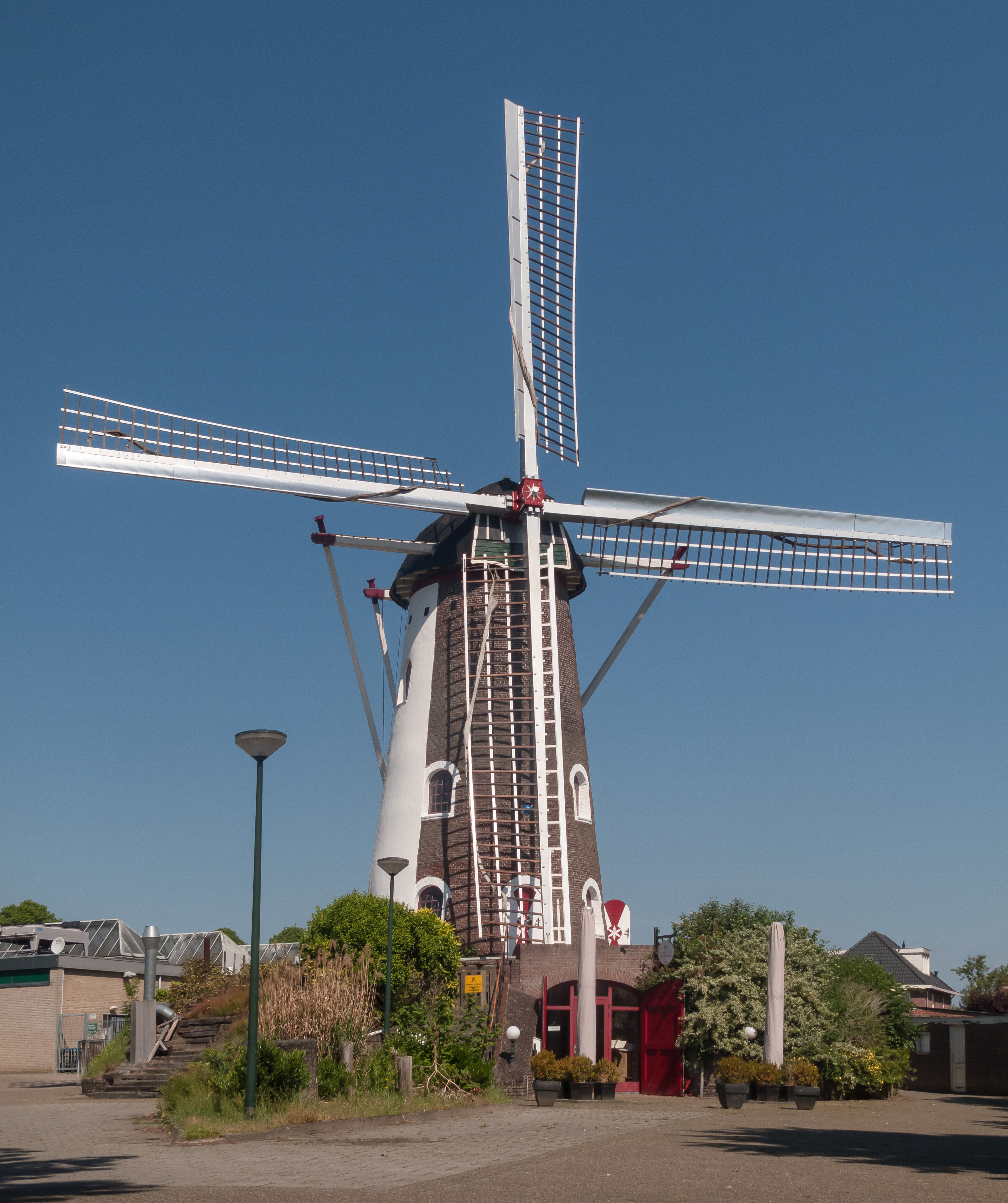
Le moulin De Adriaan, classé aux monuments nationaux.
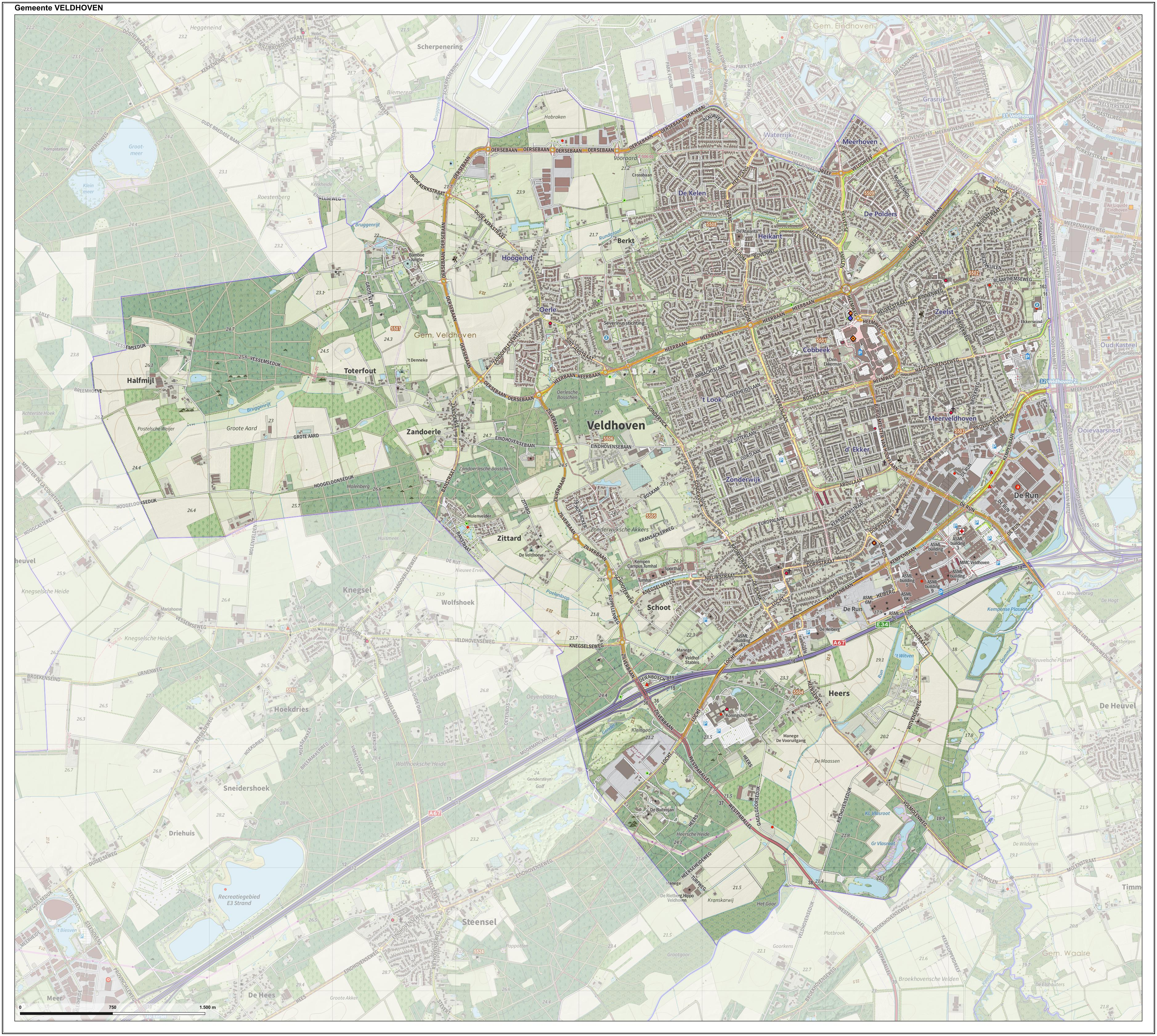
Carte topographique de la commune.

## Personnalités liées à la commune
- John van den Akker (1966-), coureur cycliste néerlandais, né à Veldhoven.
- Clint Leemans (1995-), footballeur néerlandais, né à Veldhoven.